# Банешты
Банешты (рум. Băneşti, Бэнешть) — село в Теленештском районе Молдавии. Является административным центром коммуны Банешты, включающей также село Новые Банешты.

## География
Село расположено на высоте 59 метров над уровнем моря.

## Население
По данным переписи населения 2004 года, в селе Бэнешть проживает 2319 человек (1171 мужчина, 1148 женщин).
Этнический состав села:
| Национальность | Число жителей | Процентный состав |
| -------------- | ------------- | ----------------- |
| молдаване      | 2148          | 92.63             |
| румыны         | 157           | 6.77              |
| русские        | 6             | 0.26              |
| украинцы       | 4             | 0.17              |
| гагаузы        | 2             | 0.09              |
| прочие         | 2             | 0.09              |
| Всего          | 2319          | 100 %             |